# Weilerswister Mühlgraben
Der Weilerswister Mühlgraben, verstärkt auch Weilerswister Mühlenbach genannt, ist ein künstlicher 2,9 km langer, orografisch linker Nebenfluss der Swist in Nordrhein-Westfalen, Deutschland.

## Geographie
Der Weilerswister Mühlgraben entsteht durch die Ableitung von Wasser der Erft westlich von Weilerswist auf einer Höhe von 114 m ü. NN. Er fließt in nördlicher Richtung fast parallel zur Erft am westlichen Ortsrand von Weilerswist. Nach der Unterquerung der Bundesautobahn 61 umfließt er das Gut Kühlseggen, wo eine Verbindung zum Rundgraben der Burg Kühlseggen besteht, und mündet etwa 400 m weiter auf 106 m ü. NN in die Swist. Die Mündung des Weilerswister Mühlgrabens liegt etwa 650 m oberhalb der Mündung der Swist in die Erft.

## Flutkatastrophe 2021
Um den 14. Juli 2021 kam es aufgrund eines Tiefs in weiten Teilen Europas zu starkem Dauerregenfall mit Hochwasserfolge. Betroffen war auch das Einzugsgebiet des Weilerswister Mühlgrabens, der über die Ufer trat und schwere Schäden entlang der Weilerswister Erftaue verursachte.

## Mühlen
Angelegt wurde der Mühlkanal zur Versorgung mehrerer Wassermühlen entlang des Laufes. Unter anderem verfügte auch das Gut Kühlseggen über eine eigene Mühle, der dortige Graben erfüllt die Funktion eines Mühlenteiches. Erhalten geblieben ist von den Mühlen allerdings nur das Gebäude der Alten Mühle in Weilerswist.